# Robert Benson
Robert John Benson (né le 18 mai 1894 à Winnipeg au Canada - mort le 7 septembre 1965) est un ancien joueur canadien de hockey sur glace qui évoluait au poste de défenseur. Il fait partie de l'équipe du Canada qui a remporté la première médaille d'or aux Jeux olympiques de 1920.

## Biographie

### Les débuts avec les Falcons
Robert Benson est né le 18 mai 1894 à Winnipeg ; il est le fils de Benedikt Jóhannesson et de Rósa Guðmundsdóttir, tous deux originaires d'Islande. Il fait ses débuts en jouant au hockey sur glace dans le quartier de Winnipeg dédié aux familles Islandaises ; le père de Frank Fredrickson met en place dans son jardin, une patinoire faisant six mètres de long sur quatre et demi de large. La glace des Fredrickson sert ainsi de points de repère aux jeunes du quartier : outre Frank, son frère et sa sœur de Frank, elle accueille également Konrad Johannesson et Walter Byron. Quelque temps après, un groupe de parents du voisinage décide de construire une patinoire plus grande pour que tous puissent y jouer dessus.
Les préjugés contre les joueurs d'Islande étant forts, une équipe leur est réservée, les Falcons de Winnipeg, mais ils ne jouent pas avec leurs autres équipes de Winnipeg ; ils rejoignent à la place une ligue avec les Thistles de Kenora, les Brandon Wheat City ainsi qu'une autre équipe de Winnipeg, l'Association athlétique amateur.
La saison 1914-1915 débute seulement le 28 décembre car la température n'est pas assez basse pour favoriser la formation de la glace, ni à l'extérieur ni dans les patinoires intérieures, patinoires utilisant tout de même de la glace naturelle. Lors du premier match de la saison, l'équipe des Falcons utilise le frère aîné de Konrad Johannesson, George, dans les buts, Robert Benson et son frère aîné Harvey en défense ; Fredrickson joue en attaque sur l'aile gauche, Johnny Jonasson à droite, Joe Olson au centre et enfin, en tant que rover Fred « Buster » Thorsteinson. Malgré une avance de 3-0 puis de 5-2, les Falcons ont du mal à remporter cette première rencontre contre les joueurs de Strathconas ; à quelques minutes de la fin du match, les deux équipes sont à égalité cinq buts partout et les Falcons ne doivent leur victoire qu'à un lancer lointain de Fredrickson.

### La Coupe Allan et les Jeux olympiques
En 1920, il remporte la Coupe Allan avec les Falcons de Winnipeg. Cette victoire lui permet avec son équipe de participer au premier tournoi de hockey sur glace olympique, les canadiens décidant d'envoyer l'équipe vainqueur de la Coupe Allan pour représenter leur pays plutôt qu'une sélection des meilleurs joueurs. Le Canada y remporte la première médaille d'or olympique de l'histoire du hockey sur glace.

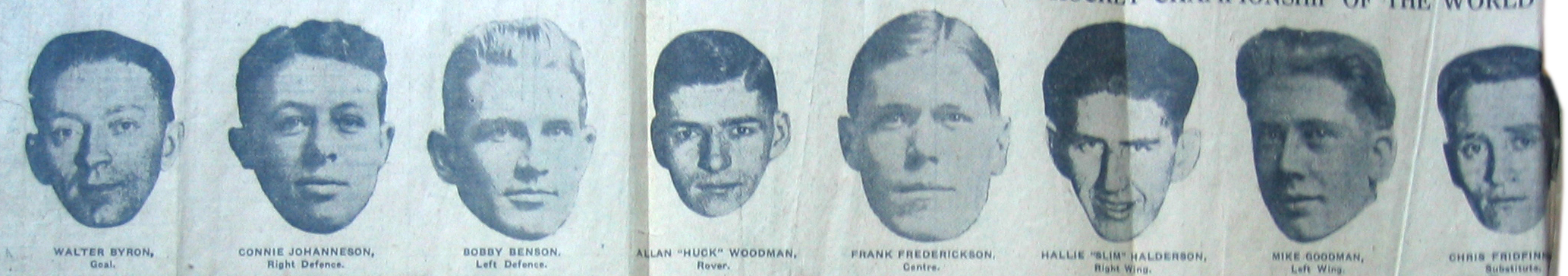
L'équipe des Falcons de Winnipeg, médaille d'or olympique en 1920.
De gauche à droite : Byron - Johannesson - Benson - Woodman - Fredrickson - Halderson - Goodman - Fridfinnson

Il devient professionnel en 1921 et achève sa carrière en 1932.

## Statistiques
| Saison     | Équipe                        | Ligue      |    | Saison régulière | Saison régulière | Saison régulière | Saison régulière | Saison régulière |   | Séries éliminatoires | Séries éliminatoires | Séries éliminatoires | Séries éliminatoires | Séries éliminatoires |
| Saison     | Équipe                        | Ligue      | PJ | B                | A                | Pts              | Pun              | PJ               | B | A                    | Pts                  | Pun                  |                      |                      |
| 1921-1922  | Saskatoon/Moose Jaw Crescents | WCHL       | 23 | 9                | 4                | 13               | 21               | -                | - | -                    | -                    | -                    |                      |                      |
| 1922-1923  | Tigers de Calgary             | WCHL       | 27 | 6                | 1                | 7                | 22               | -                | - | -                    | -                    | -                    |                      |                      |
| 1923-1924  | Tigers de Calgary             | WCHL       | 26 | 5                | 5                | 10               | 24               | 5                | 0 | 1                    | 1                    | 4                    |                      |                      |
| 1924-1925  | Tigers de Calgary             | WCHL       | 9  | 0                | 1                | 1                | 8                | -                | - | -                    | -                    | -                    |                      |                      |
| 1924-1925  | Bruins de Boston              | LNH        | 8  | 0                | 1                | 1                | 4                | -                | - | -                    | -                    | -                    |                      |                      |
| 1925-1926  | Eskimos d'Edmonton            | WHL        | 12 | 0                | 0                | 0                | 0                | -                | - | -                    | -                    | -                    |                      |                      |
| 1925-1926  | Sheiks de Saskatoon           | WHL        | 12 | 0                | 0                | 0                | 0                | 2                | 0 | 0                    | 0                    | 2                    |                      |                      |
| 1926-1927  | Warriors de Moose Jaw         | PrHL       | 32 | 6                | 4                | 10               | 65               | -                | - | -                    | -                    | -                    |                      |                      |
| 1927-1928  | Millers de Minneapolis        | AHA        | 23 | 2                | 0                | 2                | 36               | 8                | 0 | 1                    | 1                    | 23                   |                      |                      |
| 1927-1928  | Maroons de Winnipeg           | AHA        | 2  | 0                | 0                | 0                | 0                | -                | - | -                    | -                    | -                    |                      |                      |
| 1928-1929  | Millers de Minneapolis        | AHA        |    | 40               | 3                | 4                | 7                | 92               |   | 4                    | 0                    | 0                    | 0                    | 2                    |
| 1929-1930  | Hollywood Stars               | PCHL       |    | 36               | 2                | 3                | 5                | 82               |   | -                    | -                    | -                    | -                    | -                    |
| 1930-1931  | Hollywood Stars               | PCHL       |    | 33               | 2                | 2                | 4                | 76               |   | 4                    | 0                    | 0                    | 0                    | 0                    |
| 1931-1932  | Hollywood Stars               | CalHL      |    |                  |                  |                  |                  |                  |   |                      |                      |                      |                      |                      |
| Totaux LNH | Totaux LNH                    | Totaux LNH |    | 8                | 0                | 1                | 1                | 4                |   | -                    | -                    | -                    | -                    | -                    |

## Honneurs et récompenses
- 1920 : Coupe Allan
- 1920 :  Jeux olympiques